# Saint-Marcel (Alt Saona)
Saint-Marcel és un municipi francès situat al departament de l'Alt Saona i a la regió de Borgonya - Franc Comtat. L'any 2007 tenia 114 habitants.

## Demografia

### Població
El 2007 la població de fet de Saint-Marcel era de 114 persones. Hi havia 44 famílies, de les quals 8 eren unipersonals (4 homes vivint sols i 4 dones vivint soles), 16 parelles sense fills, 16 parelles amb fills i 4 famílies monoparentals amb fills.
La població ha evolucionat segons el següent gràfic:
Habitants censats

### Habitatges
El 2007 hi havia 64 habitatges, 45 eren l'habitatge principal de la família, 12 eren segones residències i 7 estaven desocupats. Tots els 64 habitatges eren cases. Dels 45 habitatges principals, 39 estaven ocupats pels seus propietaris, 5 estaven llogats i ocupats pels llogaters i 1 estava cedit a títol gratuït; 4 tenien tres cambres, 12 en tenien quatre i 29 en tenien cinc o més. 26 habitatges disposaven pel capbaix d'una plaça de pàrquing. A 16 habitatges hi havia un automòbil i a 26 n'hi havia dos o més.

## Economia
El 2007 la població en edat de treballar era de 68 persones, 47 eren actives i 21 eren inactives. De les 47 persones actives 41 estaven ocupades (23 homes i 18 dones) i 6 estaven aturades (2 homes i 4 dones). De les 21 persones inactives 12 estaven jubilades, 6 estaven estudiant i 3 estaven classificades com a «altres inactius».
Activitats econòmiques
L'any 2000 a Saint-Marcel hi havia 13 explotacions agrícoles que ocupaven un total de 959 hectàrees.

## Poblacions més properes
El següent diagrama mostra les poblacions més properes.